# SECRET AMBITION
SECRET AMBITION，是水树奈奈第15张单曲，2007年4月18日发售，商品番号KICM-1199。

## 作品概要
2007年4月30日的Oricon公信榜周排行榜上，初登场即获得第二位的成绩，这平了之前在2005年10月25日本人单曲ETERNAL BLAZE在同一排行榜上获得的排名的记录。两首单曲都来自魔法少女奈叶系列的主题曲（OP）。
在首日的销售记录上，打破了之前由「ETERNAL BLAZE」创造的记录。累计单曲、专辑一起算，是销售量最高的记录。Oricon排名：最高周排名第二位，2007年上半年单曲排名第61位。

## 收錄曲
1. SECRET AMBITION
  - 作词：水樹奈奈、作曲：志倉千代丸、编曲：藤間仁（Elements Garden）
  - 电视动画《魔法少女奈叶StrikerS》第一期主题曲（OP1）
2. Heart-shaped chant
  - 作词：水樹奈奈、作曲・编曲：上松範康（Elements Garden）
  - PS2游戏光明之风主題歌
  - 特别邀请上松範康之妹、藤間仁之妻，日本竖琴演奏家上松美香参与演奏。
3. Level Hi!
  - 作词：、作曲・编曲：斎藤真也
  - TBS节目4～6月片尾曲（ED）
4. SECRET AMBITION (without NANA)
5. Heart-shaped chant (without NANA)
6. Level Hi！ (without NANA)